# Alex Lynn
Alexander George Lynn, född den 17 september 1993, är en professionell brittisk racerförare och fabriksförare för Aston Martin Racing i FIA World Endurance Championship och DS Virgin Racing i Formel E.
Han startade sin formelbilkarriär i slutet av 2009 med att tävla i olika Formel Renault-mästerskap fram till och med 2011. Han fortsatte med att tävla i det brittiska F3-mästerskapet 2012 och European Formula Three Championship 2012, vilket han fortsatte med 2013 och lyckades även vinna Macaos Grand Prix.
Till 2014 flyttade han till GP3 Series med Carlin Motorsport, där han efter åtta pallplaceringar, varav tre segrar, blev mästare redan innan sista tävlingen. Inför 2015 flyttade han upp till GP2 Series med DAMS, och blev även F1-stallet Williams officiella testförare.